# Марди Анак Буджанг
Мухаммад Марди Мирза бин Абдуллах Буджанг (малайск. Muhammad Mardi Mirza bin Abdullah Bujang (более известный как Марди Анак Буджанг малайск. Mardi Anak Bujang); 19 октября 1984, Сериа, Бруней) — брунейский футболист, полузащитник национальной сборной Брунея.

## Карьера

### Клубная
Марди провел большую часть своей футбольной карьеры в клубе КАФ из столицы государства города Бандар-Сери-Бегаван, с 2008 по 2009 годы выступал на правах аренды в клубе ДПММ. С 2010 по 2012 годы играл за индонезийский клуб «Персема Маланг». Он перебрался в «Джерудонг» в 2015 году, после того как КАФ отказался от вступления в брунейской Суперлиге. В начале сезона 2016 года, он переехал в недавно раскрученный клуб Касука.

### Международная
Марди впервые дебютировал за сборную Брунея 2 апреля 2006 года в матче против Шри-Ланки, закончившаяся поражением 0:1, тогда его клуб КАФ представлял страну на Кубке вызова. Ранее Марди играл за молодёжную сборную Брунея турнире на Хассанал Болкиах 2005.

## Личная жизнь
Брат — близнец Марди Харди Буджанг также брунейский футболист, делая свои международные дебюты в том же матче, начинал карьеру в КАФ так же как и Марди отправился в аренду в ДПММ, играл вместе с братом за «Джерудонг» и за молодёжную и главную сборную страны.
Марди по национальности — брунейский ибан, принял ислам в апреле 2009 года.